# Thierry Tusseau
Thierry Tusseau (* 19. Januar 1958 in Noisy-le-Grand) ist ein ehemaliger französischer Fußballspieler.

## Spielerkarriere
Tusseau begann seine Karriere beim FC Nantes schon 1974. Mit den „Kanarienvögeln“ gewann er zweimal die französische Meisterschaft und einmal den französischen Pokal. 1983 wechselte er zu Girondins Bordeaux. In Bordeaux konnte er seiner Sammlung zwei weitere französische Meistertitel hinzufügen plus einen Pokal und zum ersten Mal den französischen Supercup. 1986 wechselte er zu Racing Paris in die Hauptstadt und blieb bis 1988. In diesem Jahr wechselte er zum französischen Traditionsverein Stade Reims in die zweite Division; dort beendete er seine Karriere gut drei Jahre später, nachdem er anfangs der Saison 1991/92 für die Rémois sogar noch drei Spiele in der dritten Liga bestritten hatte.
International spielte er 22 Mal für Frankreich. Tusseau nahm an der Europameisterschaft 1984 im eigenen Land teil, wo Frankreich auch Europameister wurde. Weiters nahm er an der Weltmeisterschaft 1986 in Mexiko teil, wo die Franzosen Dritter wurden. 

## Erfolge
- viermal französischer Meister (1980, 1983, 1984, 1985)
- zweimal französischer Pokalsieger (1979, 1986)
- einmal französischer Supercupsieger (1986)
- Europameister 1984

## Leben nach der Spielerzeit
Thierry Tusseau lebt seit 1991 nahe Bordeaux, wo er als Handelsvertreter für den Champagnerproduzenten Lanson arbeitet.